# (464052) 2014 WW219
(464052) 2014 WW219 es un asteroide perteneciente al cinturón de asteroides, descubierto el 6 de diciembre de 2005 por el equipo Spacewatch desde el Observatorio Nacional de Kitt Peak (Arizona, Estados Unidos).